# Улудере
Улудере (тур. Uludere) — город и район в провинции Ширнак (Турция).

## История
Люди жили в этих местах ещё со времён царства Урарту. Впоследствии город входил в состав разных государств; в XVI веке он попал в состав Османской империи.